# 德瓦恩哈尔利
德瓦恩哈尔利（Devanhalli），是印度卡纳塔克邦Bangalore Rural县的一个城镇。总人口23190（2001年）。

## 人口
该地2001年总人口23190人，其中男性12033人，女性11157人；0—6岁人口2764人，其中男1425人，女1339人；识字率65.62%，其中男性为72.73%，女性为57.95%。